# Maksymilian Malata
Maksymilian Malata (ur. 1871, zm. 1945) – polski działacz ludowy i samorządowy z Choczni.
Członek Rady Naczelnej Polskiego Stronnictwa Ludowego-Lewica (1914), Rady Ludowej Polskiego Stronnictwa Ludowego „Wyzwolenie” (1922), skarbnik Chłopskiego Towarzystwa Wydawniczego wydającego w Choczni „Chłopski Sztandar” (1922)
Jako wieloletni wójt wsi Chocznia przyczynił się do budowy szkoły podstawowej (1911) i Domu Ludowego (1914), powstania we wsi spółdzielni mleczarskiej, czytelni ludowej, chóru i teatru włościańskiego (w którym występował również jako aktor). Był ponadto inicjatorem powstania w Choczni kasy oszczędnościowo-zapomogowej Raiffeisen (od 1909 przemianowanej na Kasę Stefczyka) oraz jednym z organizatorów i wiceprezesem koła PTG „Sokół”.
Jego sekretarzem, a później następcą w roli wójta Choczni był Józef Putek, inny znany działacz ludowy z Choczni.
W 1933 Maksymilian Malata pełnił funkcję wicewójta gminy wiejskiej Wadowice. W 1942 został wysiedlony przez Niemców na Lubelszczyznę. W 1945 został odznaczony przez Krajową Radę Narodową medalem „Zwycięstwa i Wolności”, którego nie zdążył odebrać przed śmiercią.
Żonaty z Agnieszką z domu Wróbel, z którą miał dziewięcioro dzieci.